# Елсад Зверотић
Елсад Зверотић (31. октобар 1986) бивши је црногорски фудбалер који је играо на позицији дефанзивног везног играча.
За репрезентацију Црне Горе наступао је на 61 утакмици.